# ヴィエンチャン都
ヴィエンチャン都（ヴィエンチャンと、ラーオ語: ນະຄອນຫຼວງວຽງຈັນ）は、ラオスの広域地方行政区分のひとつ。首都・ヴィエンチャン（チャンタブリー郡、シーコッタボーン郡、サイセーター郡、シーサッタナーク郡、ハートサーイフォン郡）を内包する。ヴィエンチャン特別市と称されることもあり、他の県とは区別される。
なお、ヴィエンチャン市（ラーオ語: ເທດສະບານ）という行政区分は現存していない。
メコン川の河口から上流の1584kmの左岸に位置し、タイとの国境をなすメコン川にのぞむ。ヴィエンチャンとは白檀(ラーオ語: ໄມ້ຈັນ)の都や月(ラーオ語: ຈັນ)の都とする説がある。古くからラーオ族の中心地の一つで、14世紀半ば以降ラーンサーン王国の版図に入り、1563年ルアンパバンから遷都された。1707年にラーンサーン王国がルアンパバン王国とヴィエンチャン王国に分裂した後にヴィエンチャン王国の首都として繁栄した。その後、1827-28年にタイに占領され破壊されたが1899年にラオスがフランス領インドシナに編入されると行政府が置かれた。1953年のフランス＝ラオス条約によりラオス王国の独立が認められた後には、ルアンパバンの王都とともに、ヴィエンチャンは行政首都となり再興された。その後、1975年の王政の廃止後、ヴィエンチャンはラオス人民民主共和国の首都となった。
市内には仏教寺院が多く、文化や教育の中心地でもある。都の北東部にはプーカオクワイ保護林、北西部はプーパナング保護林があり野鳥や蝶類、蘭の宝庫となっている。

## 行政区分
ヴィエンチャン都は9郡で構成されチャンタブリー郡(ラーオ語: ຈັນທະບູລີ)が中心をなしている。
| 地図  | コード                 | 名前        | ラーオ語     | 英語 |
| ----- | ---------------------- | ----------- | ------------ | ---- |
|       |                        |             |              |      |
| 01-01 | チャンタブリー郡       | ຈັນທະບູລີ      | Chanthabuly  |      |
| 01-02 | シコタヴォン郡         | ສີໂຄດຕະບອງ   | Sikhottabong |      |
| 01-03 | サイセター郡           | ເມືອງໄຊເສດຖາ | Xaysetha     |      |
| 01-04 | シーサタナーク郡       | ສີສັດຕະນາກ    | Sisattanak   |      |
| 01-05 | ナーサイトング郡       | ນາຊາຍທອງ    | Naxaithong   |      |
| 01-06 | サイタニー郡           | ໄຊທານີ       | Xaythany     |      |
| 01-07 | ハートサーイフォング郡 | ຫາດຊາຍຟອງ   | Hadxayfong   |      |
| 01-08 | サントング郡           | ສັງທອງ       | Sangthong    |      |
| 01-09 | パークングム郡         | ປາກງື່ມ       | Pakngum      |      |

太字はヴィエンチャンの首都機能地域を示す。

## 気候
ヴィエンチャンの気候は熱帯モンスーン気候に区分される。南西モンスーンはインド洋から湿度を運び込み5月中旬から10月中旬まで降雨をもたらす。この期間は雨期である。雨期の後には比較的冷たい北東モンスーンがシベリアや中国本土から2月中旬まで吹き込む。この時期は比較的冷たく乾燥する。これに続き暑く乾燥した気候の暑期がくる。大量の降雨をもたらす要因としてまた台風の通過がある。通常台風や熱帯低気圧は太平洋や南シナ海で発生しラオスには届かないが、まれにビエンチャンを通過することがある。このようなとき多量の降雨が見られる。台風は南西モンスーンの時期に発生する。ビエンチャンの気温は最も寒い12月から1月において16-18℃、最も暑い3月から5月にかけて31-32℃である。相対湿度は雨期で75-80%、乾期で65-70%である。平均降雨量は1600mm程度でそのうち86%が5月から9月の間に降る。気象ステーションはワッタイ空港の近くに位置しており、気象・水門局管理のステーションは毎日、種々の気象データを収集している。気象ステーションは（緯度：17°57’N　経度：102°34’E　高度171.0mMSL）である。日々のデータ収集は1900年から行われている。しかしデータは維持管理されておらず過去の収集場所を特定することも困難となっている。

## 地理
ヴィエンチャン平野はかなり低湿な地域と孤立した丘陵（200m）による複雑な地形をしている。一般的に言えば雨期の最盛期には170m以下の土地は水没する可能性がきわめて高い、そのため人々はこれよりも高い地点に暮らしている。ビエンチャン平野は北東はプーカオクワイの山脈、西はプーパデンとプーパナンの山脈、南と南東はメコン河で囲まれたうち標高170-200mの等高線で囲まれた区域である。また、湿地帯はビエンチャン平野の特徴でもある。ただし湿地帯と言っても1年中水がある湖沼ではなく雨期になって水位が上がると水没し乾期には水がなくなってしまう。

## 経済
近年高い経済成長を実現しておりヴィエンチャン都の2013/14年度のGDP成長率は12.7%と国家平均8%を大きく上回った。うち農業セクター9%増、工業セクター14%増、サービスセクター12%であった。また1人あたりのGDPは3040万キープ（約3800ドル）となっている。GDP比では農業セクター16%、工業セクター47%、サービスセクター37%であった。
また、2014/15年度としてはGDP成長率12.8%、1人あたりGDPを4390ドルとする計画である。

## 産業
近年ヴィエンチャン都では産業の多様化が進んでいる。

### 農林業
ヴィエンチャン都にはラオスの6大平原の一つであるヴィエンチャン平原を有する。2013年では雨季稲作53,405ha、242,460トン（平均単収は4.54トン/ha）とされる。また灌漑を利用した乾季稲作は175,00haで、84650トン（単収4.84トン/ha）である。

### 工業
工業では1990年後半から縫製工場の操業が盛んになり主にGSPを利用してヨーロッパ向けに輸出されている。
工業団地の開発については、1992-93年に商工省を中心にハーサーイフォン郡、サイセター郡、サイタニー郡の3郡3地区の14000haをヴィエンチャン首都工業団地と指定し、1995年には都商工事務所による管轄に移管した後に1996年には第1区として3000haの開発区が定められた。1999-2001年にインフラ整備を進め現在は36工場が操業している。
また、税制上の特別優遇を与える経済特区（特定経済区・特別経済区）の開発も進められており、郡内ではタートルアン湿地特定経済区など5ヶ所が指定されている。

### サービス業

#### 観光
観光地としては例えば以下のものがある。
- パトゥーサイປະຕູໄຊ
- シェンクワン寺ວັດຊຽງຄວານ
- ホーパケオຫໍພະແກ້ວ
- シーサケート寺ວັດສີສະເກດ
- オントゥー寺ວັດອົງຕື້
- タートルアン仏塔ທາດຫຼວງວຽງຈັນ
- シームアン寺ວັດສີເມືອງ
- タートダム仏塔ທາດດຳ
- ホアイサーイカーオ仏塔ຕາດຫ້ວຍຊາຍຂາວ
- 噴水広場ນ້ຳພຸ
- ラオス国立博物館ຫໍພິພິດທະພັນແຫ່ງຊາດ
- タラートサオຕະຫຼາດເຊົ້າມໍ
- カイソーン・ポムヴィハーン博物館ຫໍພິພິດທະພັນ ປະທານ ໄກສອນ ພົມວິຫານ
- アヌヴォン広場ສວນເຈົ້າອະນຸວົງ
- タイ＝ラオス友好橋ຂົວມິດຕະພາບລາວ-ໄທ ແຫ່ງທີ 1
- ナムピエンヨラパ ນຳ້ປຽນຢໍລະປາ
- レストランウィズエレファント
- プーパナンビューポイント ພູພະນັ່ງ

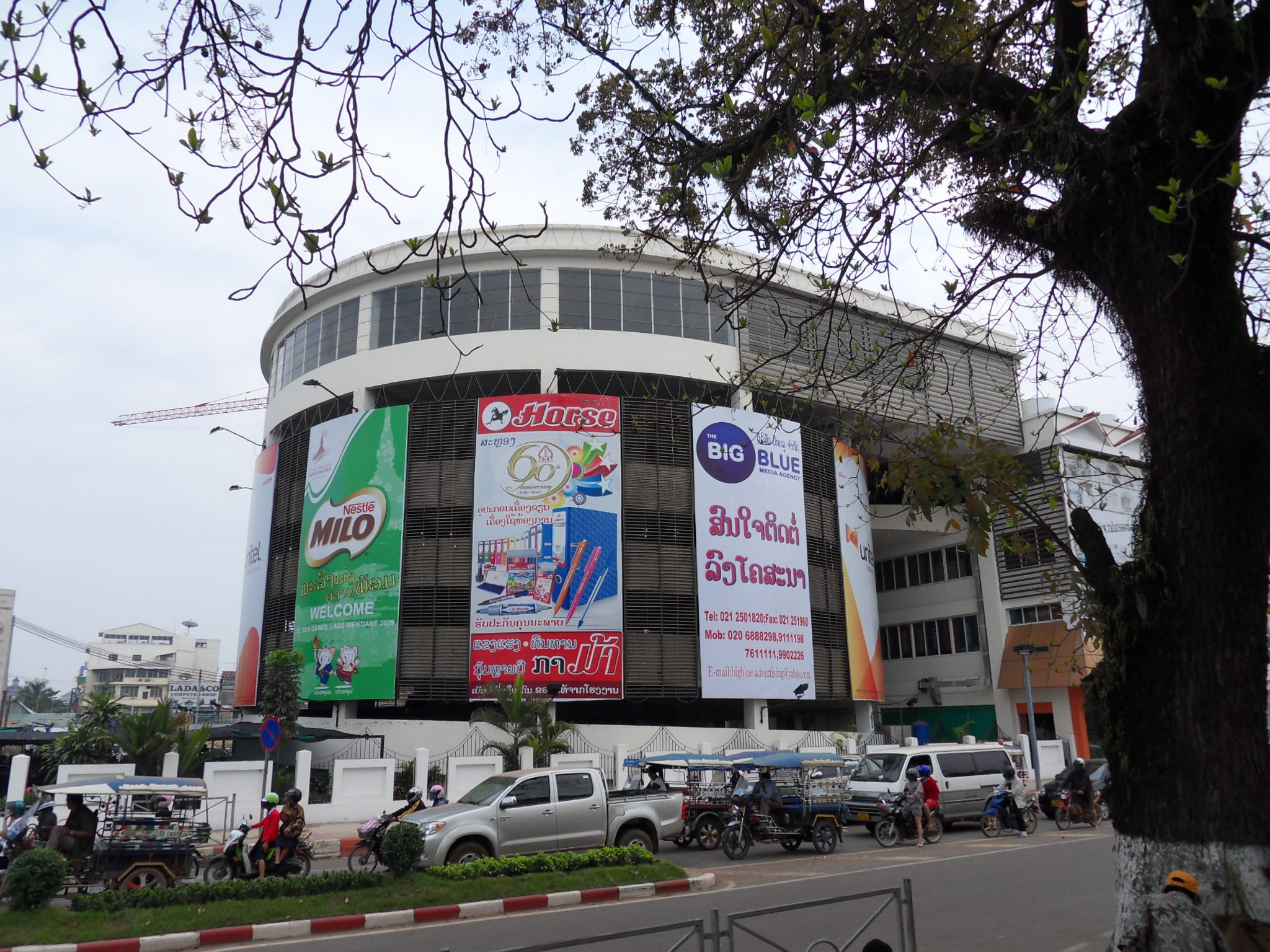
朝市

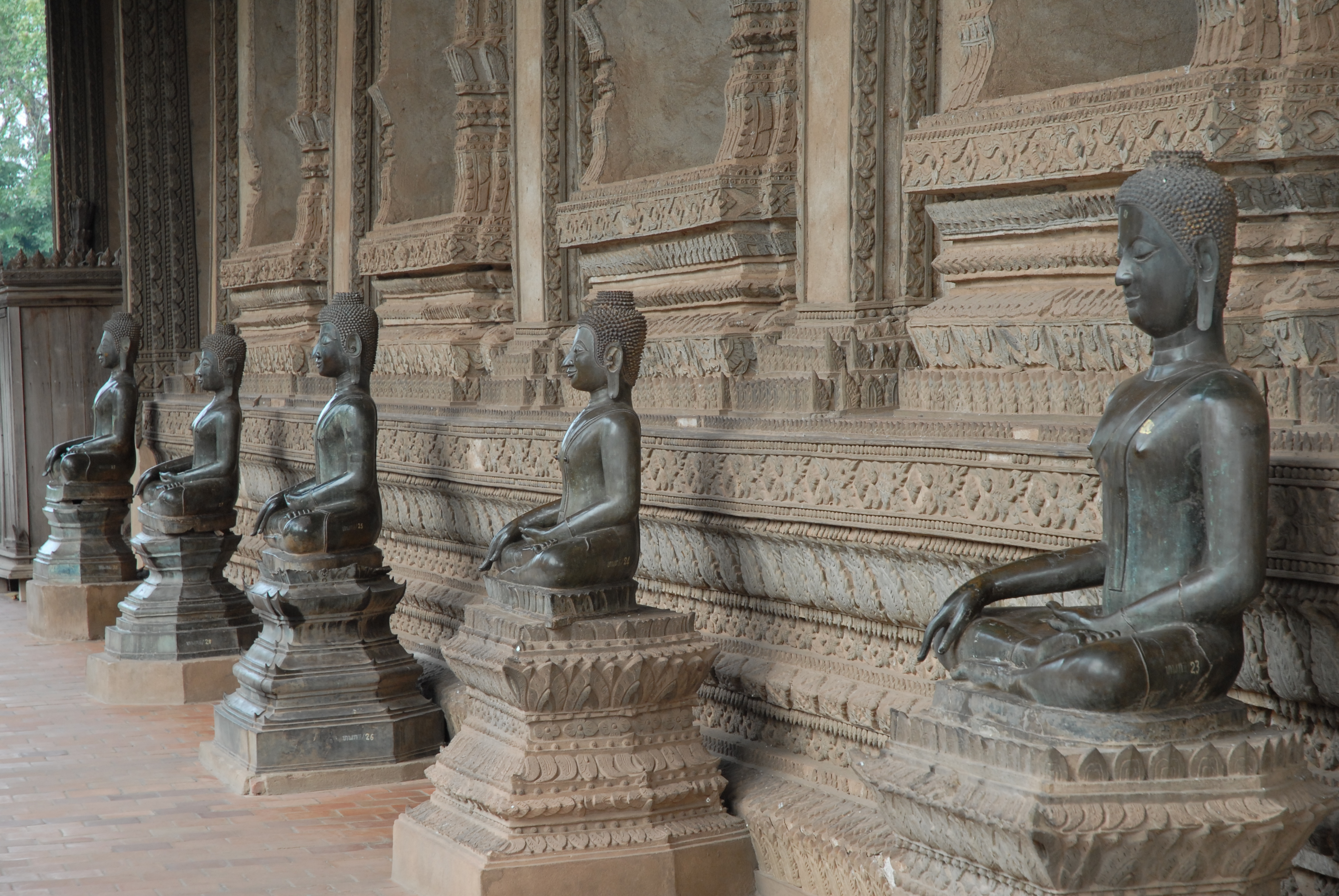
ホーパケオ

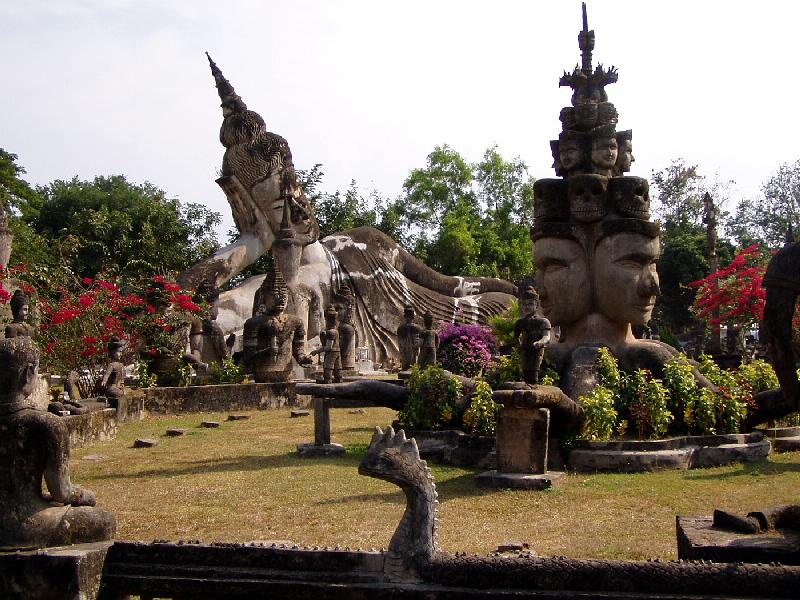
シェンクワン寺

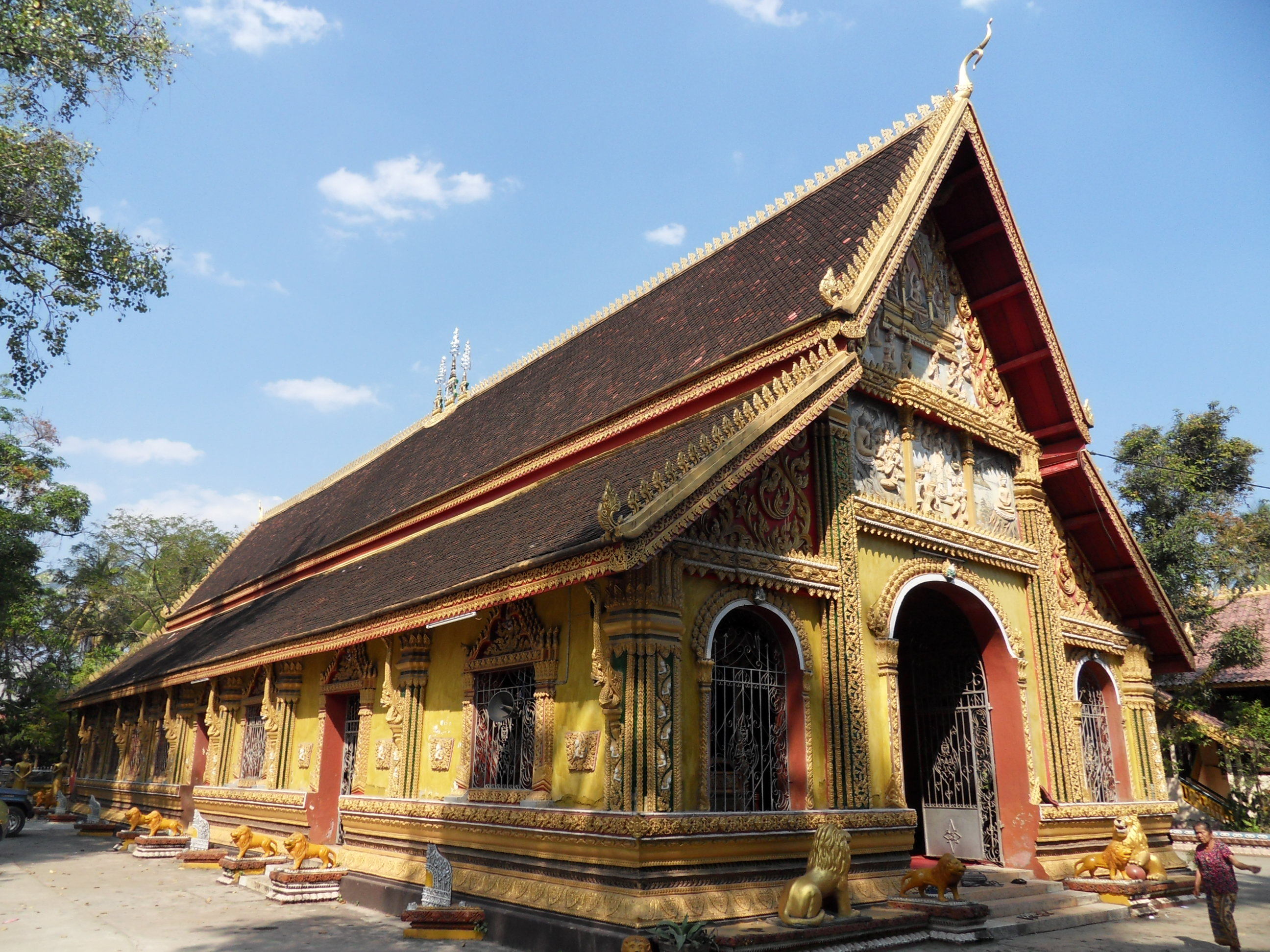
シームアン寺

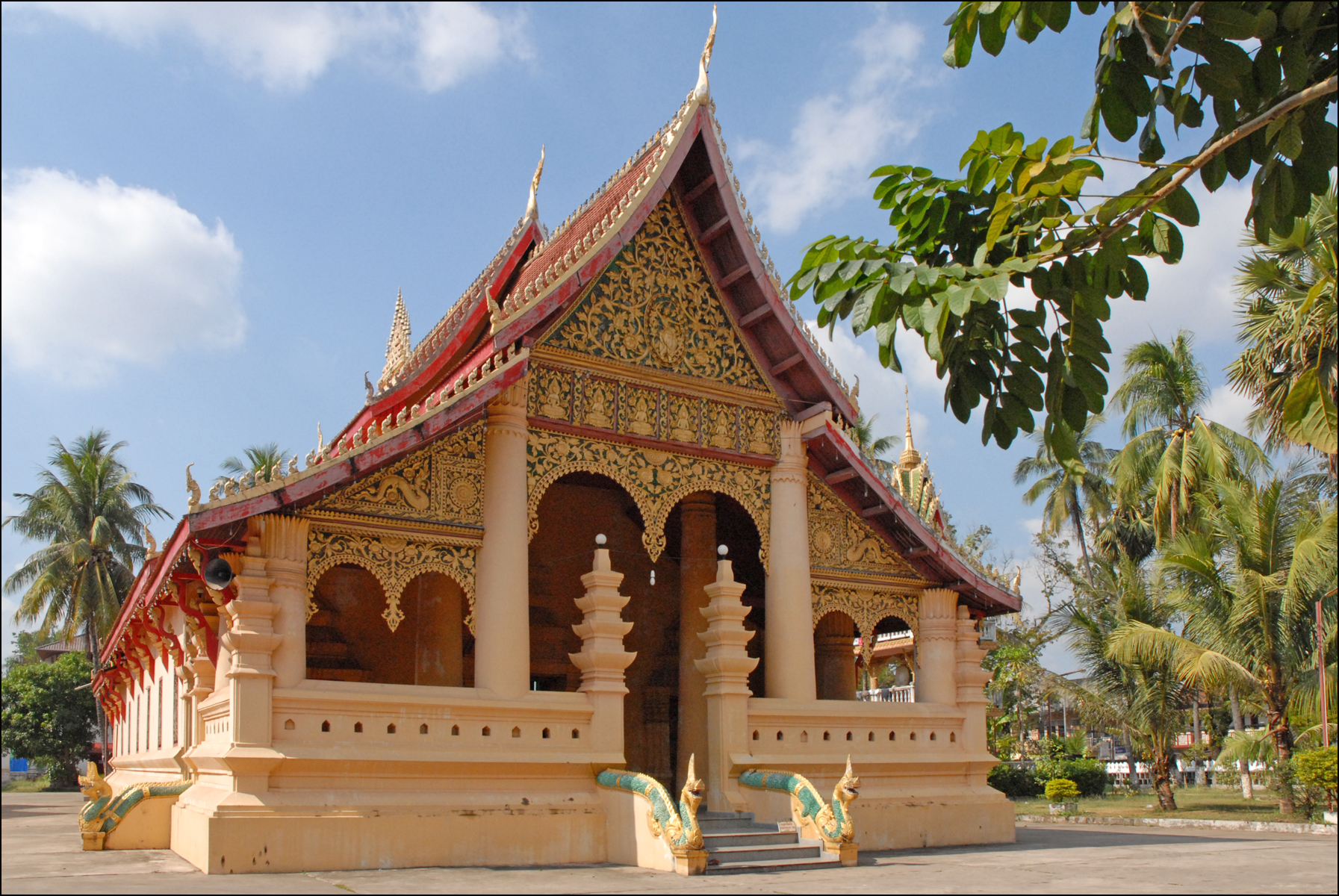
オントゥー寺

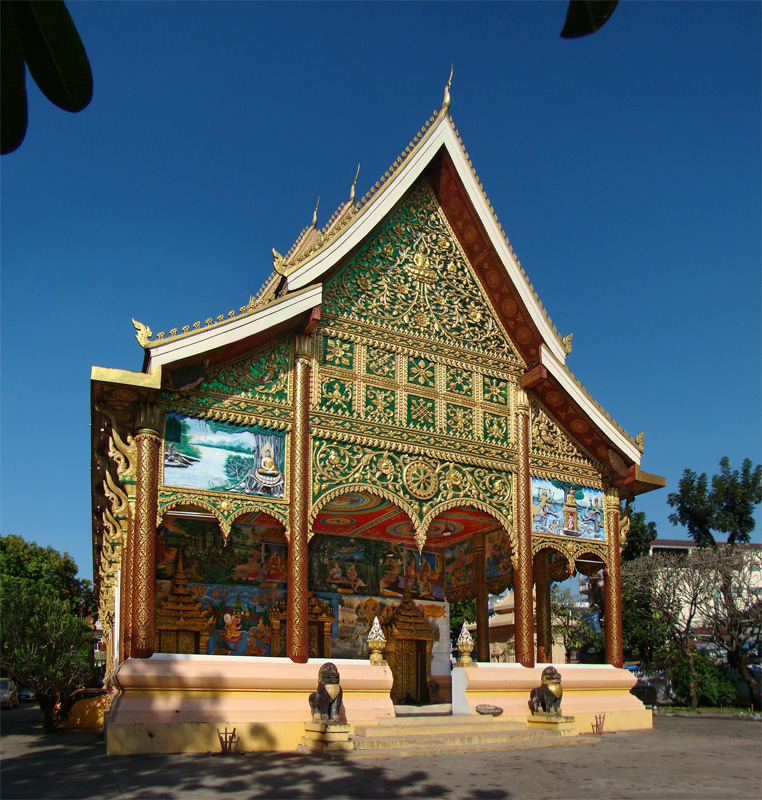
インペン寺

- タゴーン船上レストラン